# Hörndljoch

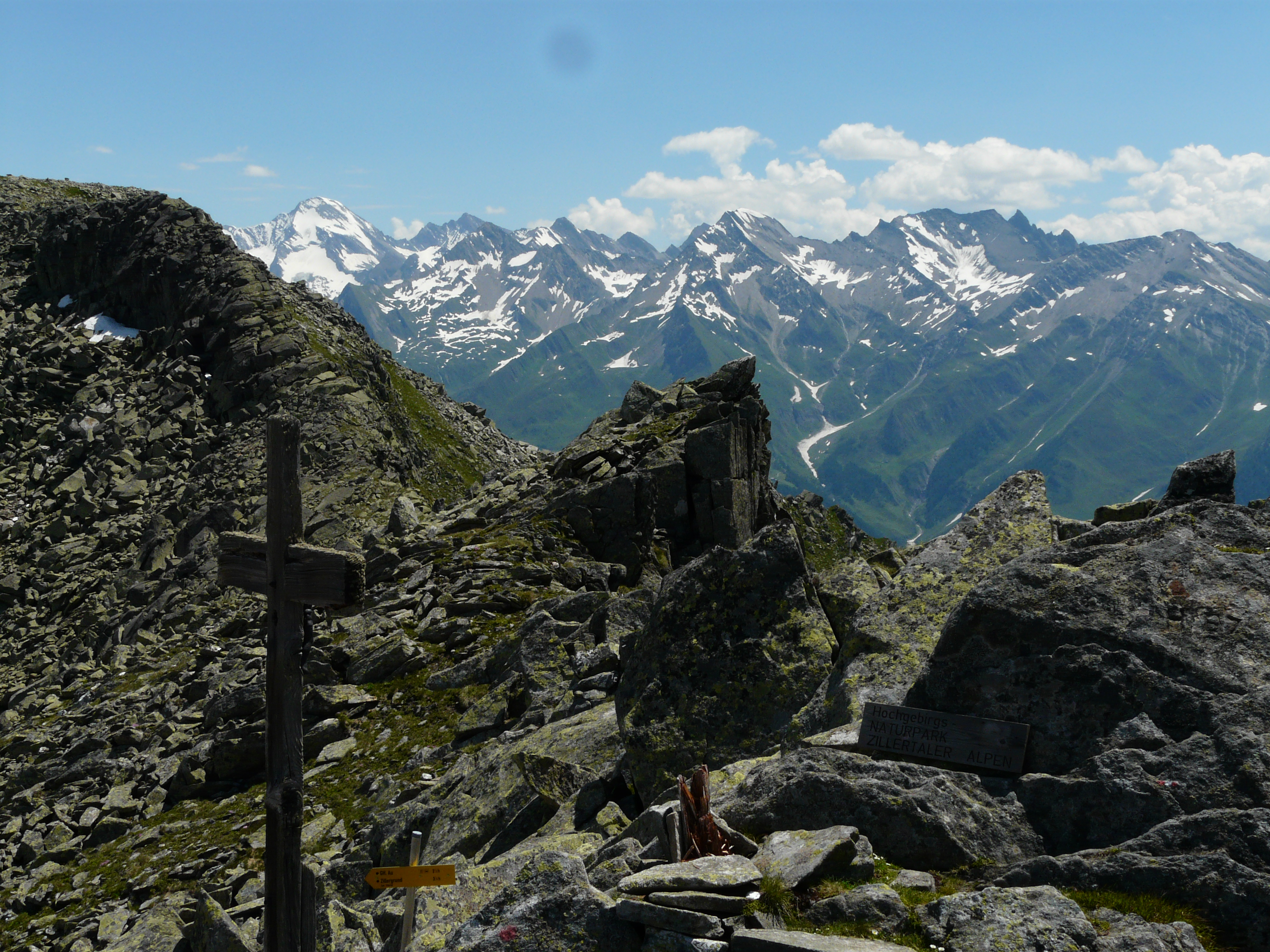
Hörndljoch

Das Hörndljoch ist ein Pass im Hauptkamm der Zillertaler Alpen an der Grenze zwischen Tirol (Österreich) und Südtirol (Italien). Mit einer Höhe von 2531 m ü. A. bildet es die tiefste Einschartung im Alpenhauptkamm zwischen Pfitscher Joch (2246 m) im Westen und Felber Tauern im Osten (2481 m). Das Hörndljoch ist durch einen markierten Wanderweg erschlossen und verbindet das Zillertal über den Sundergrund mit dem Ahrntal. Der Weg erreicht dabei mit 2553 m ü. A. Höhe Am Hörndle etwas westlich von der eigentlichen Passhöhe seine höchste Stelle. Seit dem Inkrafttreten des Vertrags von Saint-Germain 1920 verläuft über das Hörndljoch die Grenze zwischen Italien und Österreich.